# 圣巴尔多禄茂小堂

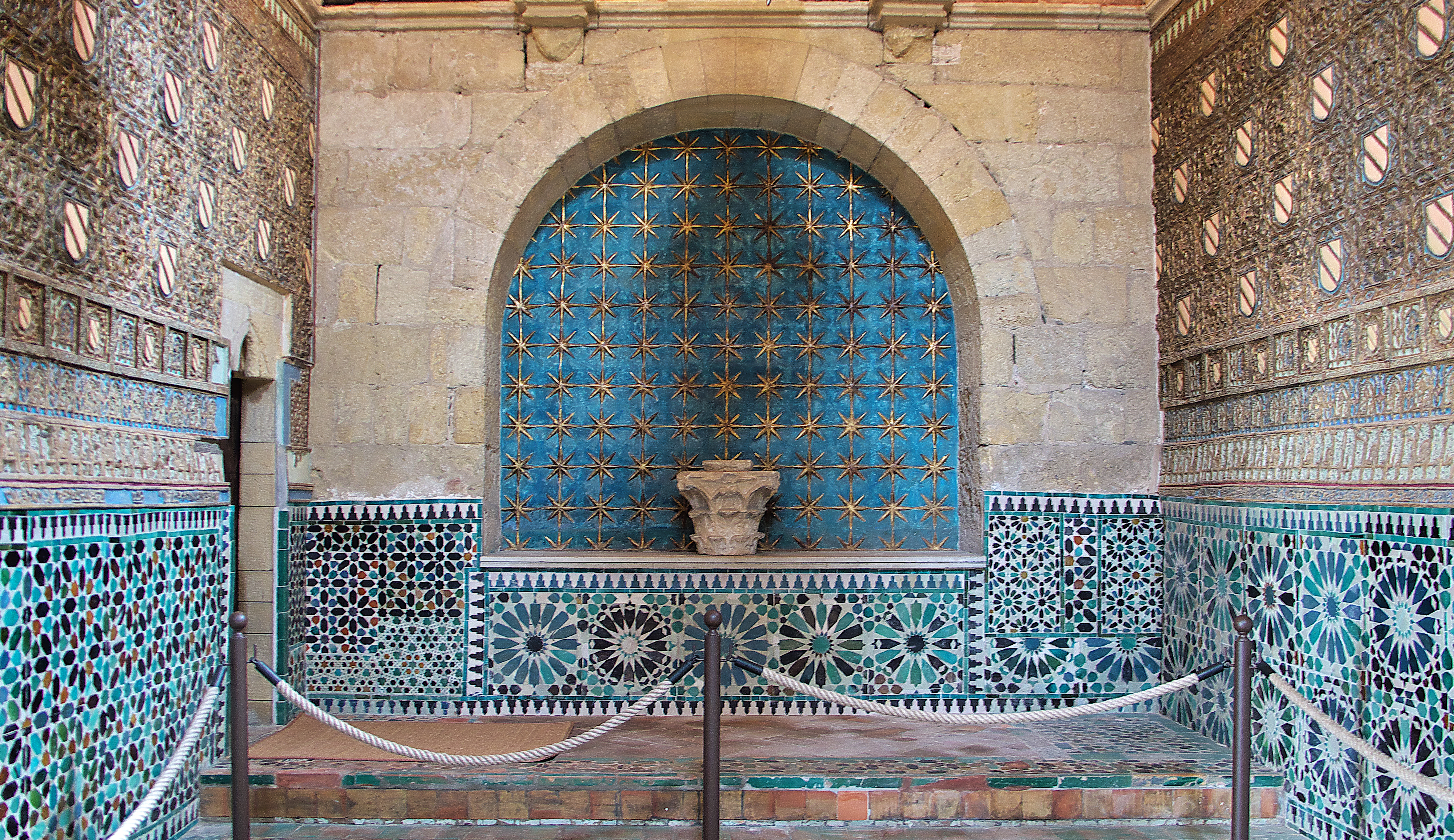
圣巴尔多禄茂小堂

圣巴尔多禄茂小堂 (西班牙語：Capilla de San Bartolomé）是西班牙科尔多瓦的一个葬礼小堂，世界文化遗产科尔多瓦历史中心的一部分. 。它的年代在1390年到1410年之间。它装饰华丽，是这座城市最优秀的穆德哈尔艺术典范之一。1931年，该教堂公布为西班牙文化财产。

## 历史
这座相对不为人知的小堂，位于阿韦罗斯街（Calle Averoes）今天艺术学院大楼，是该市最著名的纪念碑之一。1391年，随着Alcázar Viejo区的发展，以及后来犹太人被驱逐出犹太区，成立了圣巴尔多禄茂堂区，同时在1399年至1410年间修建了一座小型教堂建筑。这座建筑作为堂区教堂，直到17世纪，可能还在等待一座较大的教堂完工。小堂于1953年和2006年进行了修复，是古代穆德哈尔艺术的典范。。

## 建筑
整个区域呈长方形，分为小堂和庭院两部分。小堂用粗糙的砂岩建成，平面为9米乘5米的长方形。司祭席略高于建筑的其余部分。这里有两扇门，一扇穿过门廊，通往庭院和阿韦罗斯街，第二扇门从外面锁着，提供了通往侧堂的通道，侧堂可能与另一栋建筑中的祭衣间相连。
庭院的入口是带有简单装饰的尖形拱门，而另一个入口也是尖形的，有之字形或锯齿形装饰。两根小柱子，带有伊斯兰装饰、卷轴和叶子，支撑着优雅的罗纹拱顶天花板。内墙用灰泥和瓷砖进行了丰富的装饰，而地板也用交替瓷砖进行了装饰。墙壁装饰有植物、几何图案和纹章。紋章属于由国王阿方索十一世创建的骑士团。文字都是库法体和誊抄体。